# Polyrhachis olena
Polyrhachis olena é uma espécie de formiga do gênero Polyrhachis, pertencente à subfamília Formicinae.